# Partido Republicano Catarinense
Partido Republicano Catarinense (PRC) foi um partido político brasileiro fundado em 1887. Teve sua origem nos clubes republicanos organizados em diversos municípios da província de Santa Catarina a partir de 1885 e foi extinto em 1937 com a instalação do Estado Novo.
O partido abrigou vários políticos renomados da época, como Hercílio Luz, Esteves Júnior, Lauro Müller, entre outros.   O PRC também fazia frente ao Partido Liberal Catarinense e possuía a ideologia do republicanismo.

## Principais representantes
- Esteves Júnior
- Felipe Schmidt
- Gustavo Richard
- Hercílio Luz
- Coronel João Nicolau Born
- Lauro Müller
- Raulino Horn